# Huta, Derajnea
Huta (în ucraineană Гута) este un sat în comuna Voloske din raionul Derajnea, regiunea Hmelnîțkîi, Ucraina.

## Demografie
Componența lingvistică a localității Huta
     Ucraineană (100%)
Conform recensământului din 2001, toată populația localității Huta era vorbitoare de ucraineană (100%).